# تلویزیون طلوع
تلویزیون طلوع سومین تلویزیون خصوصی افغانستان است که از شهر کابل برنامه‌های خود را به‌طور ۲۴ ساعته پخش می‌کند و از نظر محبوبیت از تمامی شبکه‌های تلویزیونی در افغانستان پیشتازتر می‌باشد.
اما با ورود طالبان رفته رفته از برنامه‌ها و سریال‌ها طلوع کاسته شد.
با یک اعلامیه در تاریخ شامگاه ۲۶ حوت ۱۴۰۰ خبر از لغو موقت نشر سریال‌های خود داد؛ بعد از این اعلامیه سه کارمند این تلویزیون از طرف گروه طالبان بازداشت گردیده و بعد از تقریباً ۲۴ ساعت دوباره آزاد گردیدند تلویزیون طلوع که این خواسته طالبان را در فیسبوک و خبرهای ۶ خود بیان نموده بود دوباره از یوتیوب، فیسبوک و تویترش حذف نموده‌است خواست لغو سریال از طرف استخبارات طالبان صورت گرفته بود.

## پیدایش
این تلویزیون با سرمایه‌گذاری سعد محسنی تاجر افغانستانی‌تبار، در سال ۲۰۰۳ تأسیس شد. تا یک سال این تلویزیون فقط در شهر کابل قابل دریافت بود اما پس از آن با آغاز پخش ماهواره‌ای این تلویزیون از طریق ماهوارهٔ seasat ۲ این شبکه گستره پخش خود را به آسیای شرقی و خاورمیانه گسترش داد.

## روند کاری
شیوهٔ آزاد این تلویزیون در پخش موسیقی در اوایل موجب بروز مخالفت‌هایی در محافل مذهبی افغانستان گردید به‌طوری‌که برای مثال پس از افتتاح فرستنده زمینی این تلویزیون در شهر هرات جمعی از نمازگزاران در مسجد جامع هرات به گفته خودشان برای غروب تلویزیون طلوع دست به دعا برداشتند.
پس از ماجرای محکوم شدن تلویزیون افغان به پرداخت جریمهٔ نقدی به سبب پخش برنامه‌هایی که از نظر مقامات ستره محکمه (دادگاه عالی افغانستان) خلاف اصول اسلامی تشخیص داده شد، بیشتر شبکه‌های خصوصی افغانستان اقدام به خودسانسوری برنامه‌های خود کردند و تلویزیون طلوع نیز از این قاعده مستثنا نبود.
اخیراً تلویزیون طلوع اقدام به پخش برنامه‌ای مذهبی کرده‌است تا حدودی از مخالفت‌ها بکاهد اگرچه شدت مخالفت‌ها نیز کم شده و مخالفین طلوع تا حدودی با شرایط جدید رسانه‌ای افغانستان کنار آمده‌اند.

## کانال‌ها
این شبکه هم‌اکنون دو کانال به نام‌های تلویزیون طلوع و طلوع نیوز دارد. در سال ۲۰۰۸ این شبکه برای مدت چند ماه کانالی به نام تلویزیون جهانی طلوع برای بینندگانش در اروپا و آمریکا به راه انداخت که این پروژه پس از چندی متوقف شد ولمر نیز عضو این کانال است.
طلوع نیوز برای بار اول در ۲۶ حوت ۱۳۹۳ مصادف به ۱۷ مارس ۲۰۱۵ برنامه صبح خود را با فارمت صفحه عریض ۱۶:۹ به نشر سپرد بعد از آن سرویس‌های خبری خود را با تلویزیون طلوع با همین فرمت به نشر سپرد، و تا به تاریخ ۲۸ حوت سریال‌های طلوع با فرمت ۱۶:۹ وفق داده نشده‌نبود.
طلوع یک روز قبل از نوروز ۱۳۹۴ کانال اچ دی خود را افتتاح نمود.
تلویزیون طلوع با ورود طالبان و قطع موسیقی و سریال‌های از این شبکه کوشش می‌نماید موسیقی و سریال‌های خود را از اپ متعلق به خود بنام اپ دریا به نشر برساند
موسیقی مربوط به شبکه طلوع را می‌توان در باربد موزیک و سریال‌های متعلق به طلوع را می‌توان در کانال فضا که از اول حمل سال ۱۴۰۱ آغاز گردید و هر دو در اپ دریا و ماهواره قابل دسترس است مشاهده نمود

## برنامه‌ها
- بامداد خوش: این برنامه یکی از برنامه‌های صبحگاهی این تلویزیون بوده و در میان مردم از محبوبیت خاصی برخوردار است. گردانندگی این برنامه را ایمل و مریم از مجریان این تلویزیون به عهده دارد.
- بانو (اختصاصی خانم‌ها)
- چای خانه
- کاخ بلند (ختم شده)
- رو در رو (برنامه آموزشی)
- دبستان بوعلی (برنامه طبی)
- شهر ورزش
- لیگ برتر افغانستان روشن (اختصاصی موبی گروپ)
- پخت‌وپز (برنامه آشپزی)
- فکر و تلاش
- قاب گفتگو
- لحظه به لحظه
- شبکه خنده
- امروز
- سراچه
- فرهنگ و تمدن اسلام (دینی)
- کوته قفلی (ویژه ایام قرنطینه)
- مکتب خانگی (ویژه ایام قرنطینه)

### موسیقی
- هاپ
- M&U
- لس

### سریال‌های ختم‌شده
- نهان
- فرار از زندان
- ۲۴
- شب به شب
- زمانی خشو هم عروس بود
- قصه هر خانه
- تجارتهای خانوادگی
- امتحان زندگی
- در آرزوی پدر (تاجکی)
- در جستجوی پدر
- دنیلا
- مافیای مواد مخدر
- همسر یا دردسر (چینایی)
- پنج خواهر
- قلب‌های شکسته
- وداع
- فاطمه گل
- مافیا
- خزان
- زمان
- عروس کوچک (هندی)
- ۲۴(آمریکایی)
- ۲۴(هندی)
- پویراز کارایل (قلب‌های سرد)
- مدهوبالا (هندی)
- وادی گرگ‌ها
- به سوی مکتب
- قیام
- سعید و شورا
- مارال
- فریحه
- عفت
- انتقام
- دریا سیاه
- گل سیاه
- عشق ممنوع
- قلب‌های سرد (کوریایی)
- خط سوم
- بعد پنجم
- عقاب چهار
- رازهای این خانه
- شیرین
- بین من و تو
- نجوا روح
- جنایات پنهان
- احساس
- شمیم عشق
- فرجام
- چقر
- قصه‌های زندگی
- فاصله‌ها
- مادر
- زهرا
- پیمان
- وطنم
- بهار
- نیک و بد
- فاطمه نور
- کارادایی
- پول سیاه
- ارباب کوچک
- چنار
- بازگشت
- جسور
- رؤیاها
- وحشت سرا
- مینه
- بهشت خاموش
- سایه امید

### برنامه‌های تفریحی
- ستاره افغان (سالانه)
- خنده بازار (ختم‌شده)
- گنجینه (ختم‌شده)
- قندیل (ختم‌شده)
- قاب گفتگو
- آواز افغانستان (سالانه)
- هئ مئدان تئ مئدان (فصل سوم)
- مهمان یار (فصل پنجم)
- لحظه به لحظه
- برنامه ساز (هر شب)
- ۱۰۰ ثانیه (علمی، تفریحی)
- شبکه خنده
- پپسی ساز و سرود
- دیگدان و تنور
- ابر ستاره (ختم شده)
- دیره

### سریال‌های درحال جریان
- سوگند
- پیوندها
- زلیخا
- قصه ما
- ریحان

## حمله‌ها
در ۲۱ ژانویه ۲۰۱۶ یک بمب‌گذار انتحاری طالبان، با منفجر کردن خودرویی که نزدیک به اتوبوس کارکنان تلویزیون طلوع بود، باعث کشته شدن دستِ‌کم هفت نفر از این کارمندان (سه زن و چهار مرد) شد.
این حادثه، با واکنش گستردهٔ فعالان و سازمان‌های رسانه‌ای روبرو شد و آن را به‌عنوان حمله به آزادی مطبوعات افغانستان دانستند.